# Gare de Melz
La gare de Melz est une gare ferroviaire française de la ligne de Paris-Est à Mulhouse-Ville située sur le territoire de la commune de Melz-sur-Seine, dans le département de Seine-et-Marne en région Île-de-France.
La date de fermeture de la gare au service des voyageurs est inconnue.

## Situation ferroviaire
La gare de Melz était située au point kilométrique (PK) 104,335 de la ligne de Paris-Est à Mulhouse-Ville, avant la gare ouverte de Nogent-sur-Seine et après la gare fermée et désaffectée d'Hermé.

## Situation géographique
Il s'agissait de la dernière gare de la ligne en Île-de-France ; au-delà, les gares étaient sur le territoire de l'Aube, en Champagne-Ardenne. En 1866, le prix des places pour Paris au départ de la station est de 11,75 fr en première classe, 8,80 fr en deuxième classe et 6,45 fr en troisième classe. En 1877, les tarifs passent à 12,90 fr en première classe, 9,65 fr en deuxième classe et 7,05 fr en troisième classe pour une distance de 105 km de la capitale. De plus, la durée du trajet jusqu'à la capitale était très long ; il fallait plus de trois heures pour effectuer le voyage.

## Histoire
La Compagnie du chemin de fer de Montereau à Troyes met en service la station lors de l'ouverture au service commercial, en 1845. La gare fut ensuite rattachée à la ligne de Paris-Est à Mulhouse-Ville concédée à la Compagnie des chemins de fer de l'Est. 
La commune desservie ne comptait que quelques centaines d'habitants et l'utilité de la gare n'allait plus être importante. La date de la fermeture de la gare au service des voyageurs n'est pas connue.  On peut situer celle-ci avant 1990 ; en effet, dans le livre de René-Charles Plancke, « Histoire du Chemin de Fer de Seine-et-Marne », il est dit que celle-ci était fermée depuis plusieurs années. 
La gare était desservie par les trajets effectués entre Paris et les grandes villes de la ligne Paris - Mulhouse. On apprend cependant que sa situation lui permit d'être desservie par les trains de la ligne Provins - Troyes (feuille de Provins de 1887),.
Il ne reste, aujourd'hui, plus rien de la gare.  Les seules indices de son existence sont le nom de la rue de la Gare où se situait la station ainsi que, sur l'herbe, des traces de la forme du bâtiment.

## Iconographie
- Melz-sur-Seine (S.-et-M.) - La Gare, éditeur inconnu, carte postale du début des années 1900.